# Sauropterygia
Sauropterygia ("thằn lằn chân chèo") là một nhóm động vật đã tuyệt chủng, gồm nhiều loài bò sát biển, phát triển từ những tổ tiên trên đất liền ngay sau sự kiện tuyệt chủng cuối kỷ Permi và phát triển mạnh mẽ trong Đại Trung sinh rồi tuyệt chủng vào cuối kỷ Phấn Trắng. Sauropterygia được hợp thành từ sự thích nghi triệt để của chúng ở đai ngực, một đặc điểm giúp chúng tăng sức mạnh của chân chèo. Một số loài Sauropterygia sau này, như Pliosauroidea, còn phát triển cấu trúc tương tự ở xương chậu của chúng.